# Veronika Machyniaková
Veronika Machyniaková (* 14. September 1997 in Brezno, Banskobystrický kraj) ist eine ehemalige slowakische Biathletin. Sie nahm an den Olympischen Spielen 2022 teil.

## Sportliche Laufbahn
Veronika Machyniaková, die seit 2008 Biathlon betreibt, gab ihr internationales Debüt bei den Jugendweltmeisterschaften 2016 und kam mit Rang 24 im Einzel im Starterfeld schon recht weit vor. Im Dezember des Jahres gab sie ihren Einstand im IBU-Cup, konnte aber auf dieser Ebene zunächst nicht überzeugen. Auch die Folgesaison lief nicht unbedingt besser; zum Ende des Winters ergatterte die Slowakin erstmals Ranglistenpunkte, das Einzel der Junioren-WM schloss sie auf Position 11 ab. Nach einem weiteren eher durchschnittlichen Winter startete Machyniaková Ende 2019 in Östersund erstmals im Weltcup und bestritt dort die komplette Saison. Trotz klar unterdurchschnittlicher Laufzeiten klassierte sie sich in den meisten Fällen nicht unter den hintersten Athleten, das beste Ergebnis kam mit Rang 63 im Einzelrennen der Weltmeisterschaften 2020 in Antholz. Auch 2020/21 lief die Slowakin im Weltcup und nahm erneut an den Weltmeisterschaften teil, zudem stellte sie mit Platz 15 im Einzel der Europameisterschaften ihr persönliches Bestergebnis auf der zweithöchsten Rennebene auf. Trotz klar besserer Ergebnisse ihrer Teamkolleginnen Mária und Zuzana Remeňová wurde Machyniaková, ohne im Winter 2021/22 ein Weltcupeinzel bestritten zu haben, für die Olympischen Spiele von Peking nominiert, war aber in allen absolvierten Rennen erwartungsgemäß chancenlos. Neben drei weiteren männlichen Teamkollegen gab sie im Herbst 2022 ihren Rücktritt vom Leistungssport bekannt.

## Persönliches

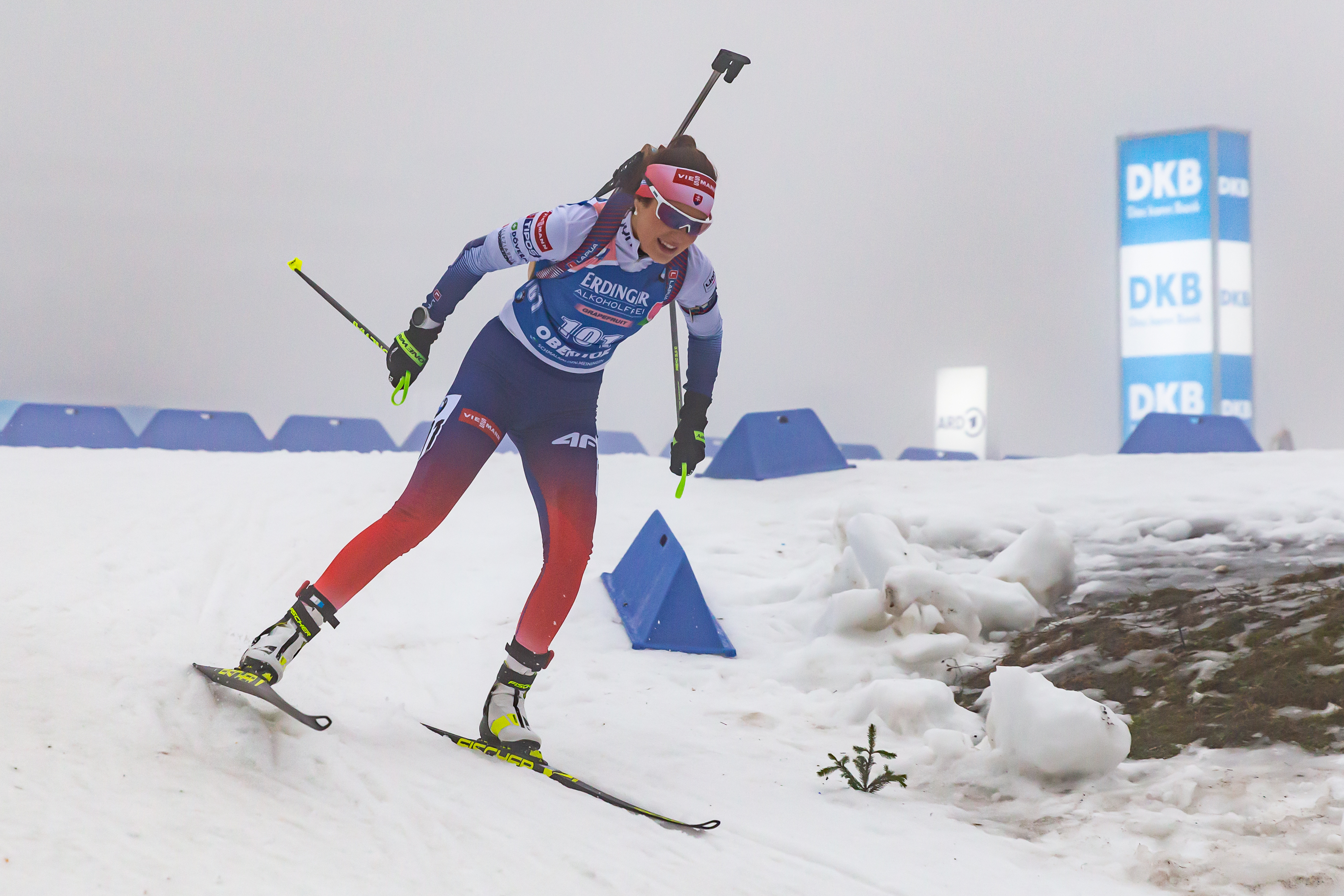
Machyniaková im Januar 2020 in Oberhof

Veronika Machyniaková lebt in Hronec. Sie ist die Tochter des ehemaligen Biathleten Ľubomír Machyniak, der an den Spielen von Nagano 1998 teilnahm. Machyniakovás jüngere Schwester Júlia ist ebenfalls als Biathletin aktiv. Sie ist mit dem ehemaligen Radrennprofi Jakub Varhaňovský in einer Beziehung.

## Statistiken

### Weltcupplatzierungen
Die Tabelle zeigt alle Platzierungen (je nach Austragungsjahr einschließlich Olympische Spiele und Weltmeisterschaften).
- 1.–3. Platz: Anzahl der Podiumsplatzierungen
- Top 10: Anzahl der Platzierungen unter den ersten zehn (einschließlich Podium)
- Punkteränge: Anzahl der Platzierungen innerhalb der Punkteränge (einschließlich Podium und Top 10)
- Starts: Anzahl gelaufener Rennen in der jeweiligen Disziplin
- Staffel: inklusive Mixed- und Single-Mixed-Staffeln

| Platzierung | Einzel | Sprint | Verfolgung | Massenstart | Staffel | Gesamt |
| ----------- | ------ | ------ | ---------- | ----------- | ------- | ------ |
| 1. Platz    |        |        |            |             |         |        |
| 2. Platz    |        |        |            |             |         |        |
| 3. Platz    |        |        |            |             |         |        |
| Top 10      |        |        |            |             |         |        |
| Punkteränge |        |        |            |             | 13      | 13     |
| Starts      | 6      | 13     |            |             | 14      | 33     |

### Olympische Winterspiele
Ergebnisse bei Olympischen Winterspielen:
|                                        | Einzelwettbewerbe | Einzelwettbewerbe | Einzelwettbewerbe | Einzelwettbewerbe | Staffelwettbewerbe | Staffelwettbewerbe |
| Einzel                                 | Sprint            | Verfolgung        | Massenstart       | Damenstaffel      | Mixedstaffel       |                    |
| -------------------------------------- | ----------------- | ----------------- | ----------------- | ----------------- | ------------------ | ------------------ |
| Olympische Winterspiele 2022 \| Peking | 83.               | 88.               | –                 | –                 | 19.                | –                  |

### Biathlon-Weltmeisterschaften
Ergebnisse bei den Weltmeisterschaften:
| Weltmeisterschaften | Weltmeisterschaften | Einzelwettbewerbe | Einzelwettbewerbe | Einzelwettbewerbe | Einzelwettbewerbe | Staffelwettbewerbe | Staffelwettbewerbe | Staffelwettbewerbe |
| Jahr                | Ort                 | Einzel            | Sprint            | Verfolgung        | Massenstart       | Damenstaffel       | Mixedstaffel       | S.-M.-Staffel      |
| ------------------- | ------------------- | ----------------- | ----------------- | ----------------- | ----------------- | ------------------ | ------------------ | ------------------ |
| 2020                | Antholz             | 63.               | 92.               | –                 | –                 | 17.                | 19.                | 26.                |
| 2021                | Pokljuka            | 89.               | 93.               | –                 | –                 | 21.                | –                  | –                  |

### Jugend-/Juniorenweltmeisterschaften
Machyniaková nahm 2016 an den Jugend-, ab 2017 an den Juniorenwettkämpfen teil.
| Weltmeisterschaften | Weltmeisterschaften | Einzelwettbewerbe | Einzelwettbewerbe | Einzelwettbewerbe | Damenstaffel |
| Jahr                | Ort                 | Einzel            | Sprint            | Verfolgung        | Damenstaffel |
| ------------------- | ------------------- | ----------------- | ----------------- | ----------------- | ------------ |
| 2016                | Cheile Grădiștei    | 24.               | 53.               | 31.               | 15.          |
| 2017                | Osrblie             | 47.               | 52.               | DNS               | 16.          |
| 2018                | Otepää              | 11.               | 53.               | 40.               | –            |
| 2019                | Osrblie             | 22.               | 44.               | 50.               | 15.          |